# Tarpan Honker
Honker – samochód terenowy klasy średniej o charakterze osobowo-towarowym produkowany przez polskie przedsiębiorstwo FSR w latach 1988–1997 jako Tarpan Honker, pod południowokoreańską marką Daewoo jako Daewoo Honker w latach 1997–2001, przez polskie przedsiębiorstwo Andoria-Mot jako Andoria Honker w latach 2001–2003, pod brytyjsko-rosyjską marką Intrall jako Intrall Honker w latach 2003–2007, pod polską marką DZT jako DZT Honker w latach 2009–2012 oraz pod polską marką Honker jako Honker 4×4 w latach 2012–2018.

## Historia i opis modelu

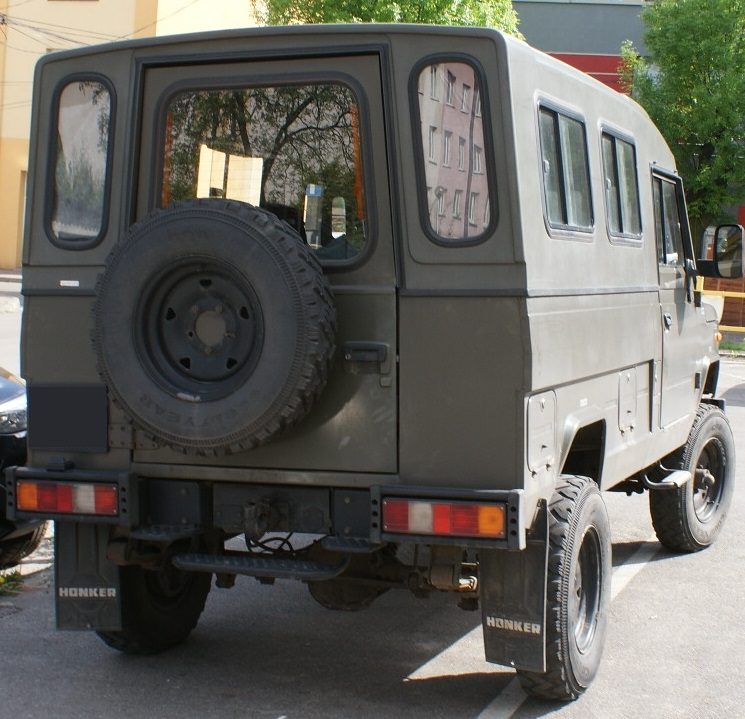
Honker – tył pojazdu

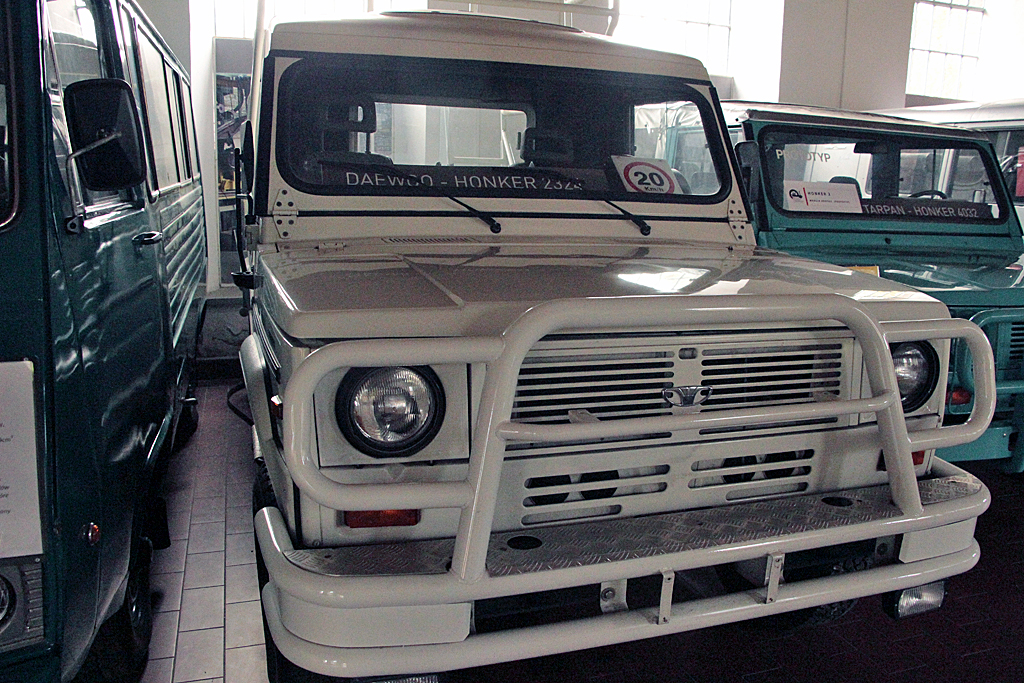
Daewoo Honker 2324

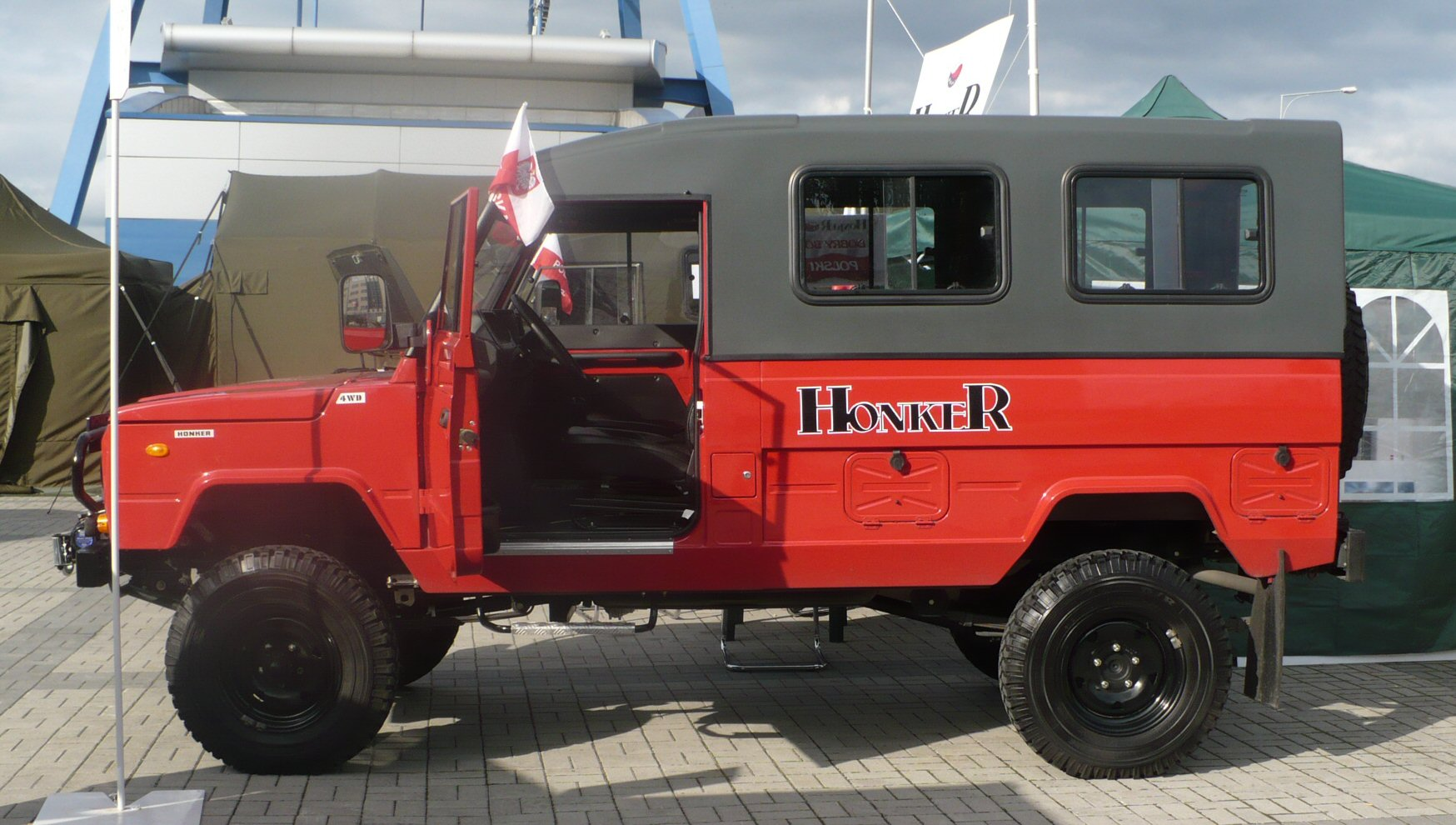
DZT Honker - profil

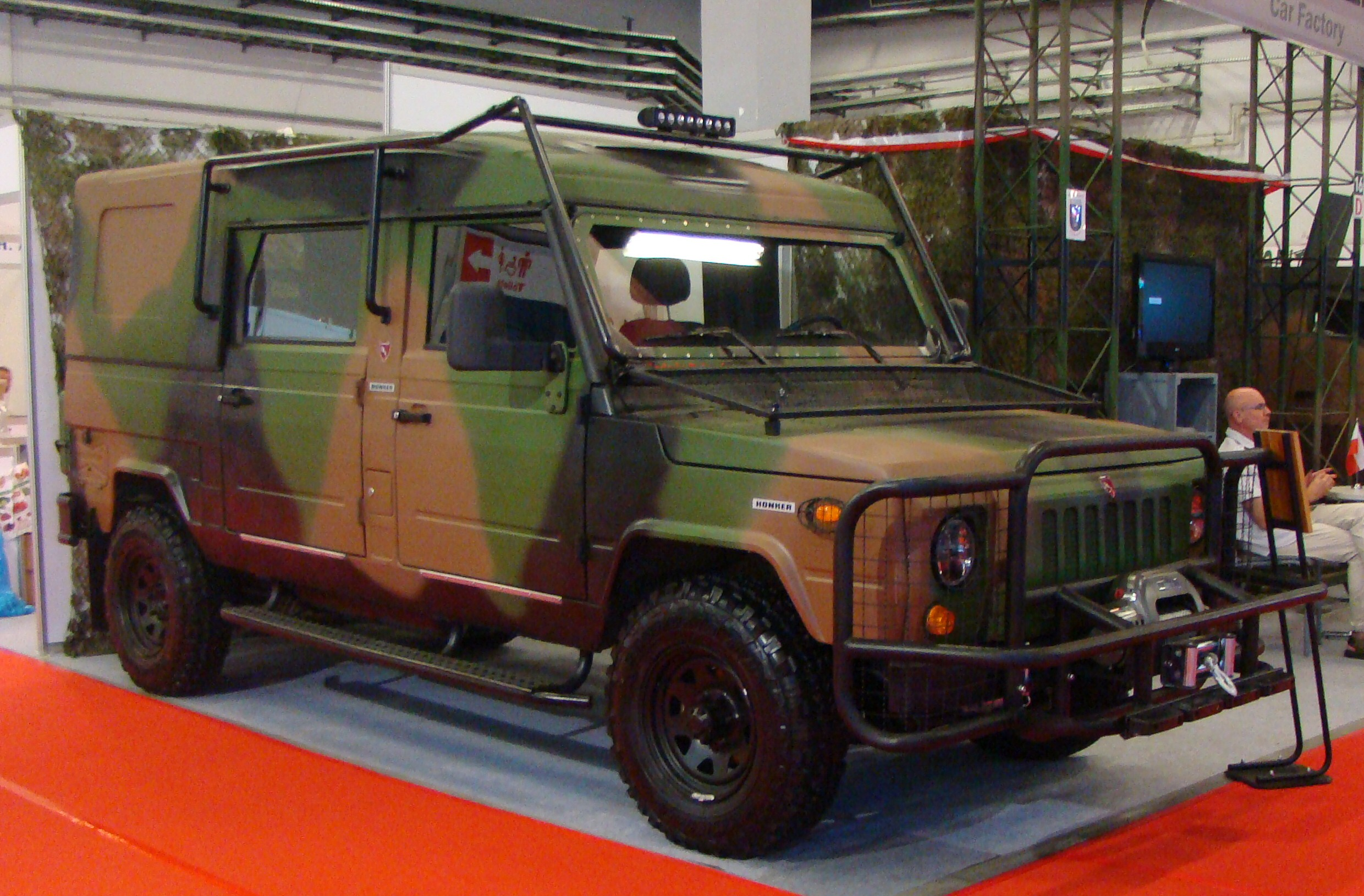
Honker 4×4 5D

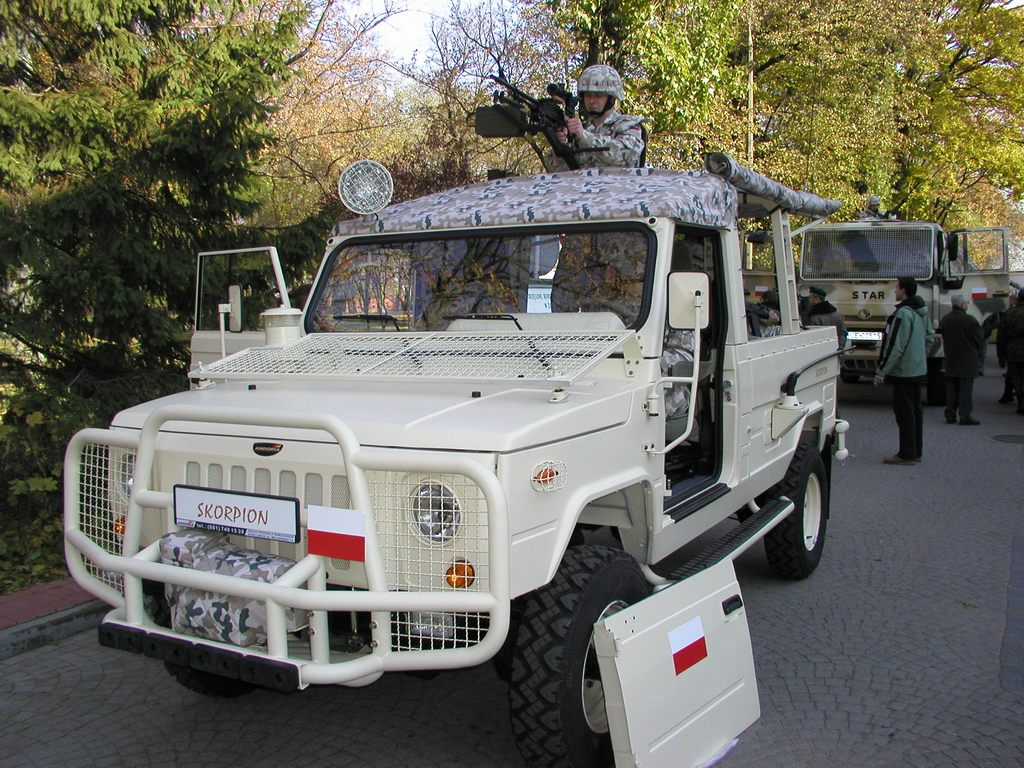
Honker Skorpion

### Projekt
Prace nad pierwszym polskim osobowym samochodem terenowym rozpoczęto pod koniec lat 70. XX wieku, przede wszystkim w celu zastąpienia importowanych radzieckich samochodów UAZ 469 dla wojska, służb i użytkowników państwowych. W 1979 roku w Przemysłowym Instytucie Motoryzacji opracowano pierwszy prototyp PW-1 (od Pojazd Wielozadaniowy), na bazie prototypu Tarpan 234. W latach 1982–1988 doskonalono ulepszoną konstrukcję PW-2 (zbudowano dwie serie próbne po 6 i 15 samochodów). Badania testowe prowadził Wojskowy Instytut Techniki Pancernej i Samochodowej z Sulejówka. Prototyp przedstawiono publicznie w 1984 roku.

### Tarpan Honker
Produkcja seryjna PW-2 rozpoczęła się 4 lata po prezentacji wersji prototypowej, 1988 roku w Fabryce Samochodów Rolniczych w Poznaniu (produkującej samochody Tarpan), pod nazwą Tarpan 4011, następnie Tarpan 4WD Honker. Samochód dysponował polskim silnikiem FSO AA o mocy 75 KM, lecz okazał się on za słaby i wkrótce zastąpiono go zagranicznym silnikiem Iveco, tworząc modele Tarpan Honker 4012 (model 10-osobowy hard-top) oraz 4022 (model 2-osobowy brygadowy).
Aby nadać nazwę samochodowi, ogłoszono konkurs, na który napłynęło wiele propozycji. Wybrano nazwę Honker, oficjalnie argumentując, że w języku angielskim jest to onomatopeja, oznaczająca krzyk dzikich gęsi wracających do gniazd. Ukryto informację, że był to kryptonim polskiego ataku na Monte Cassino w czasie II wojny światowej. Nazwę tę nosi również 43 Poznańska Drużyna Harcerska im. Zdobywców Monte Cassino „Honker”, na obozach której były testowane pierwsze prototypy samochodu.
Kilka lat po rozpoczęciu produkcji seryjnej, zaczęto prace projektowe nad krótszą odmianą o rozstawie osi 2210 mm pod nazwą Honker 4032. Prace te skończyły się na prototypie. Roboczo auto zostało nazwane Zwiad. Od początku opracowano też wersję sanitarki Honker 4021, z oddzieloną kabiną i kontenerowym przedziałem medycznym w tylnej części. Produkowano je następnie w małych seriach od 1989 roku na bazie dostarczanych podwozi w Wojskowych Zakładach Motoryzacyjnych 4 we Wrocławiu (później w AMZ-Kutno). W 1993 roku pomiędzy FSR i niemieckim koncernem Volkswagen AG utworzono spółkę joint venture Volkswagen Poznań, a montaż Honkera umieszczono w wydzielonej spółce Tarpan Sp. z o.o. W wyniku spadającej produkcji (1994 – 314 szt., 1995 – 288 szt.), na początku 1996 roku zaprzestano produkcji pojazdu, przedsiębiorstwo zlikwidowano, a spółka joint venture przeszła w 100% do koncernu Volkswagen AG. 

### Daewoo Honker
Wiosną 1996 roku jednak Daewoo Motor Polska kupiło licencję oraz oprzyrządowanie produkcyjne i przeniosło produkcję do Lublina, do byłej FSC. Produkcję nieco zmodernizowanego samochodu uruchomiono tam w 1997 roku, jako Daewoo Honker 2324. Stosowano w nich silniki Andoria 4CT90, a część elementów zunifikowano z samochodami dostawczymi Lublin. Firma Daewoo planowała też produkcję gruntownie przeprojektowanego Daewoo Honker II z napędem 4×2 lub 4×4. Ostatecznie jednak we wrześniu 2000 roku rozpoczęto produkcję wersji po „faceliftingu” pod nazwą Daewoo Honker 2000, w której dokonano tylko kosmetycznych zmian nadwozia oraz ulepszono silnik. Po upadku Daewoo Motor Polska model nazywano Honker 2000.

### Andoria i Intrall

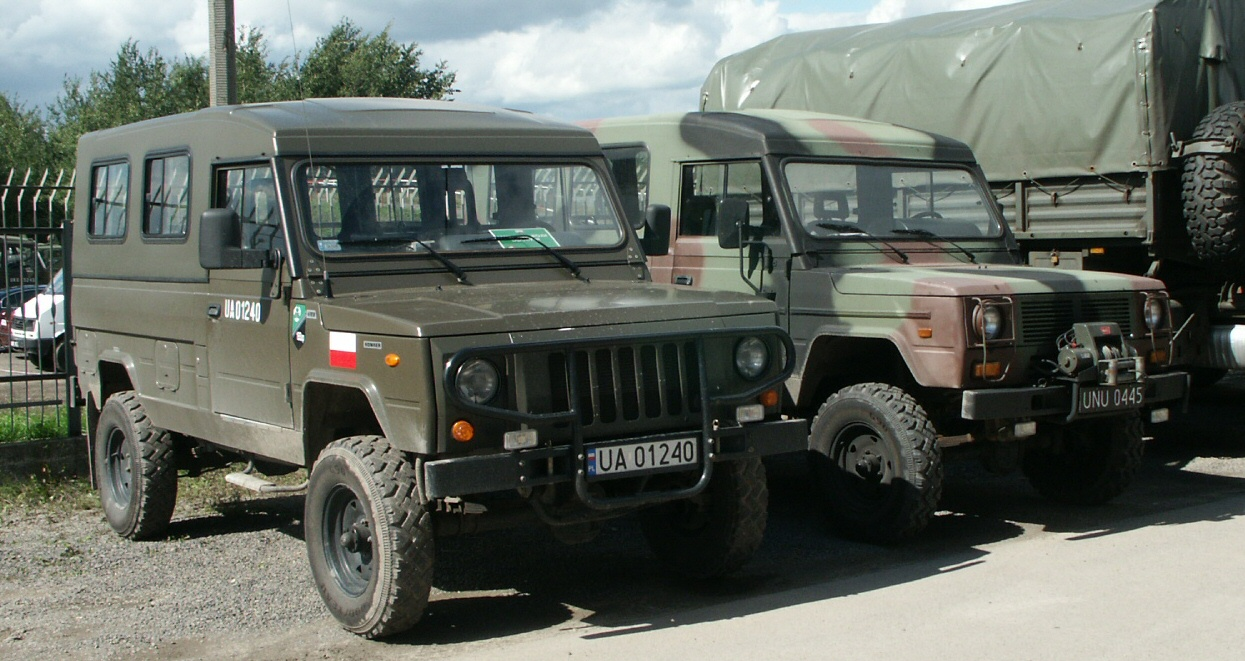
Honker 2324 (z prawej) i Honker 2000 (z lewej)

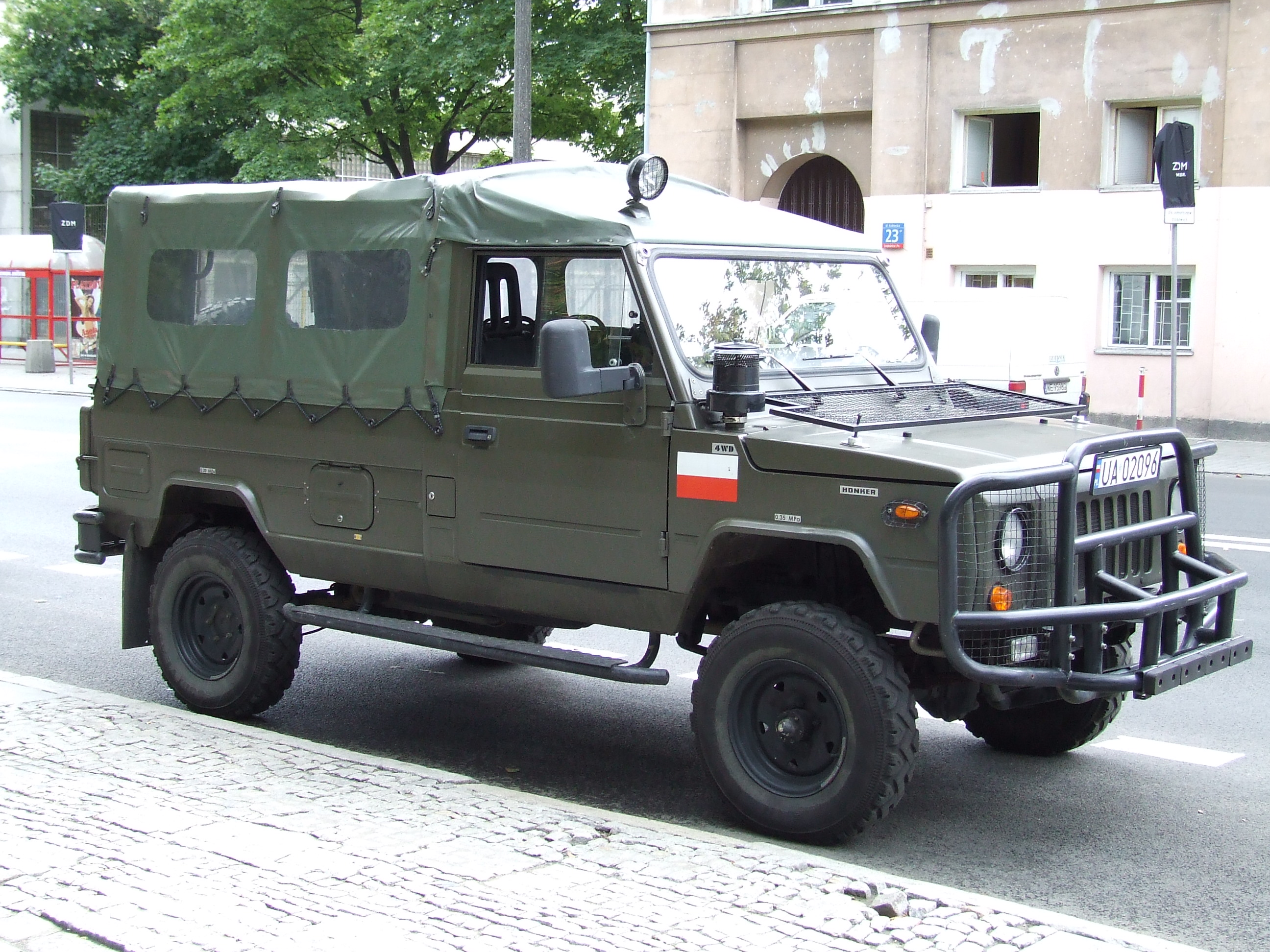
Honker 2000 Wojska Polskiego z brezentowym dachem

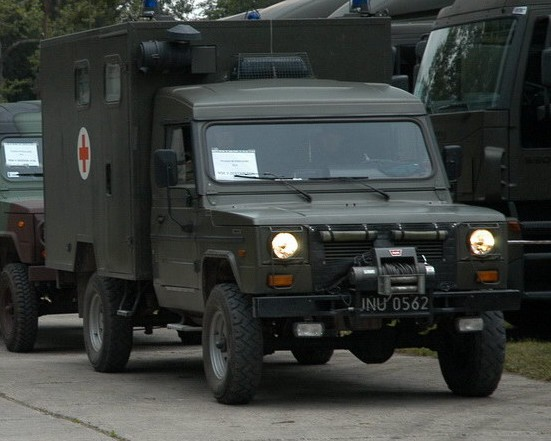
Tarpan Honker Ambulans

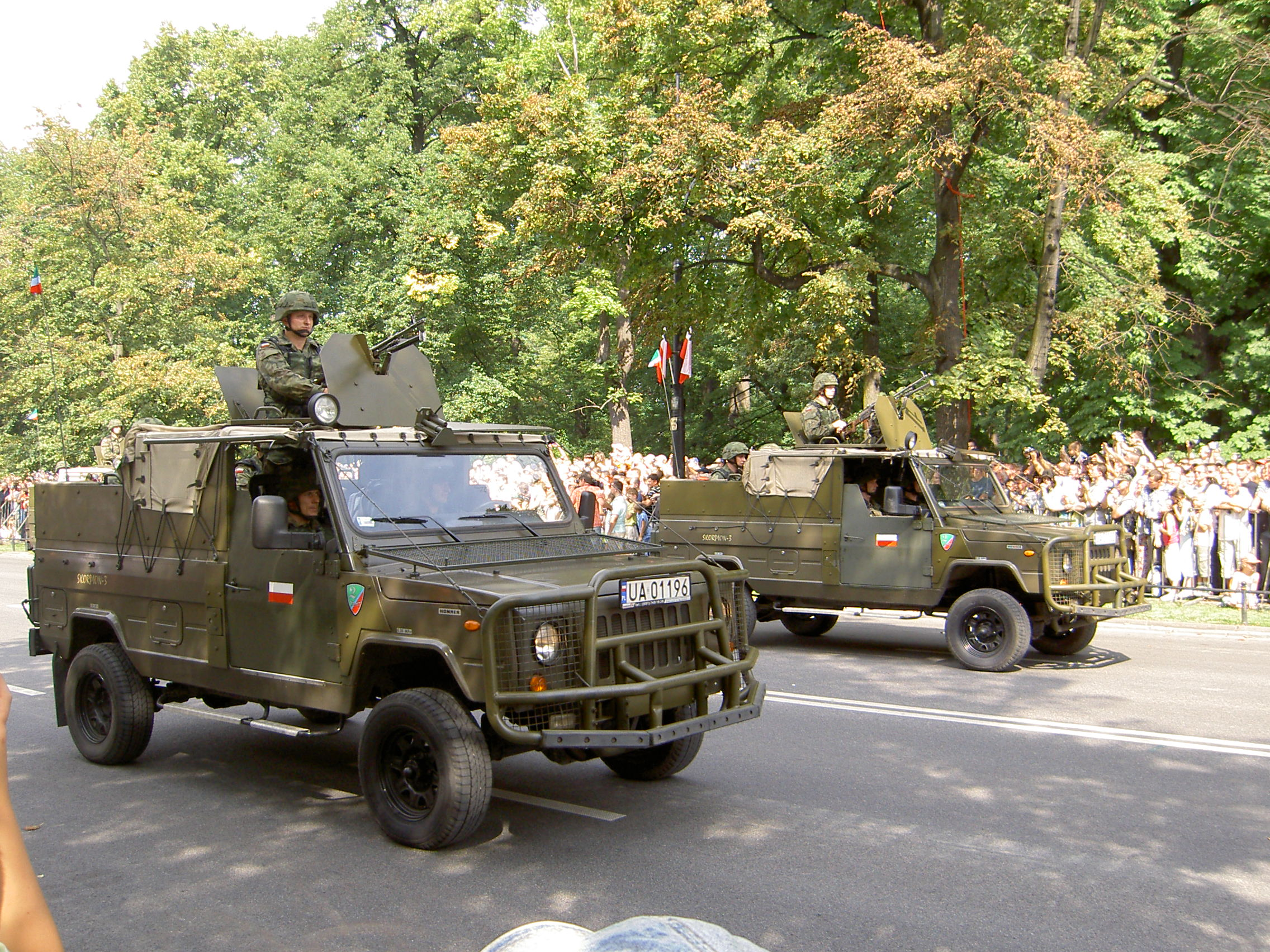
Honker Skorpion-3

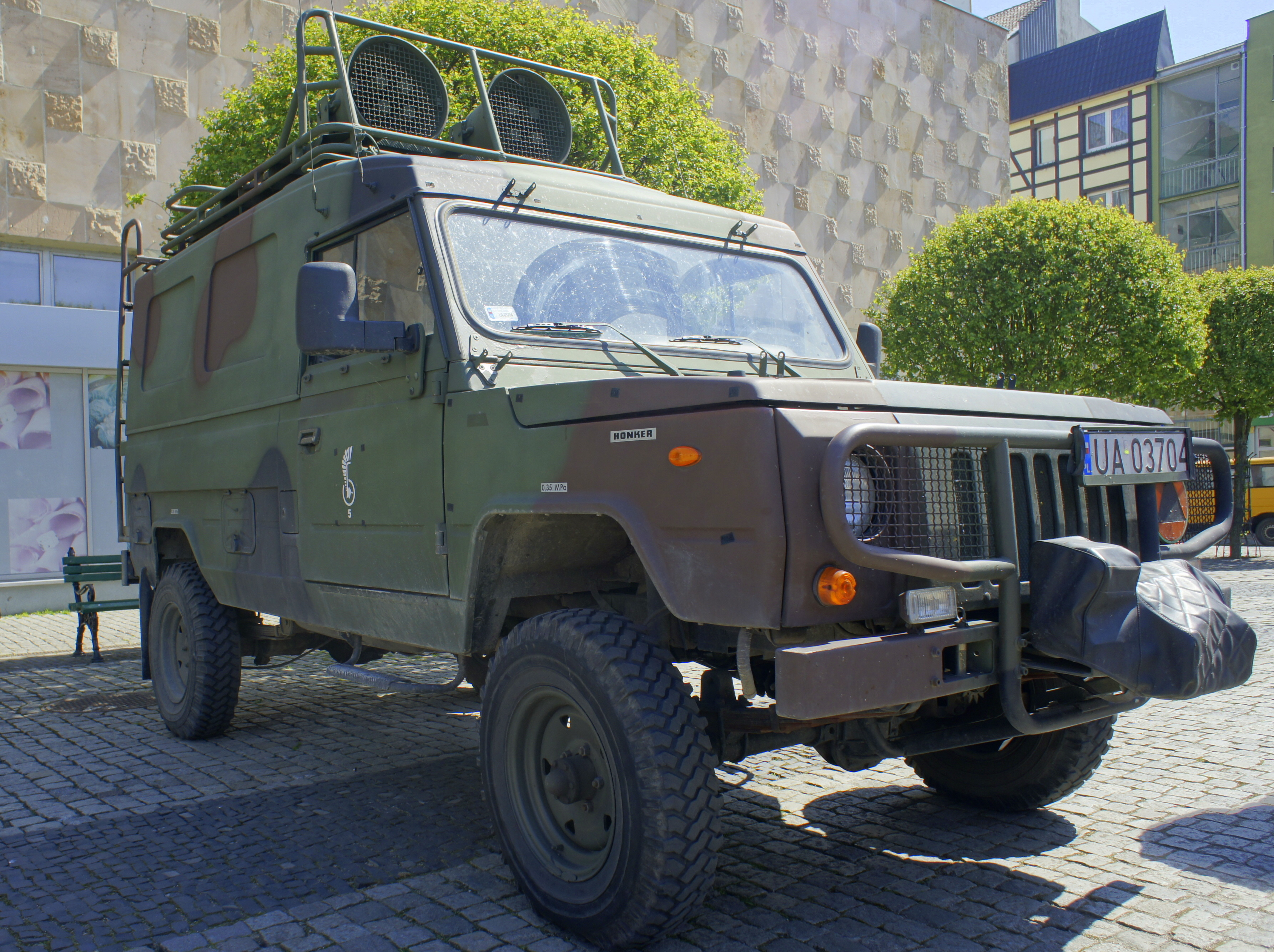
Honker 2000 z urządzeniem rozgłoszeniowym „Baryton” z 10 Brygady Kawalerii Pancernej

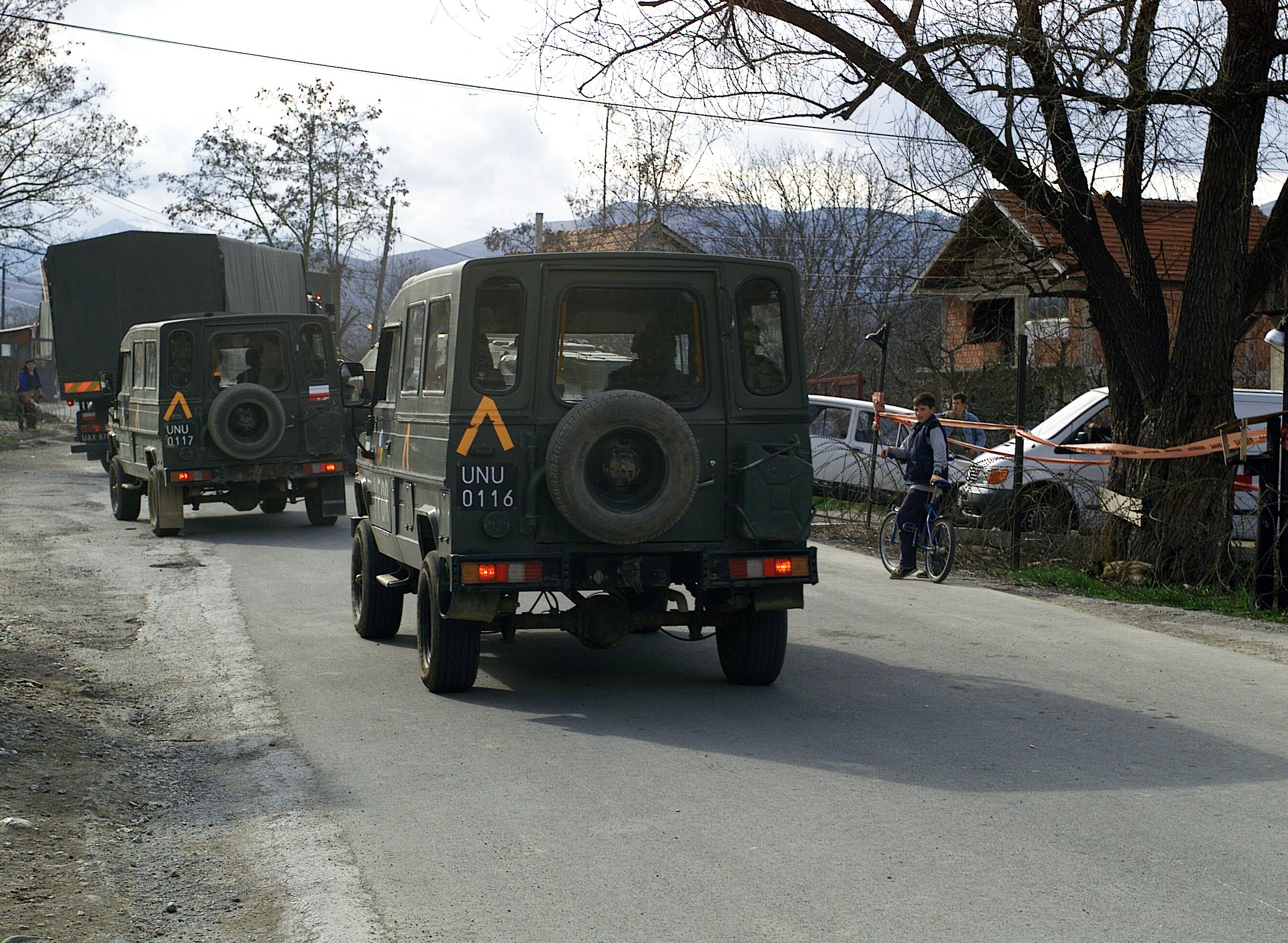
Honkery podczas misji wojskowej w Kosowie

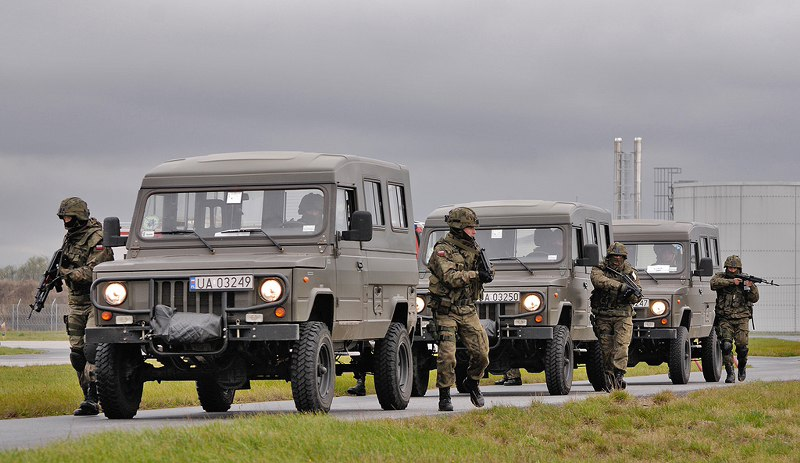
Ćwiczenia RARÓG z udziałem Honkerów

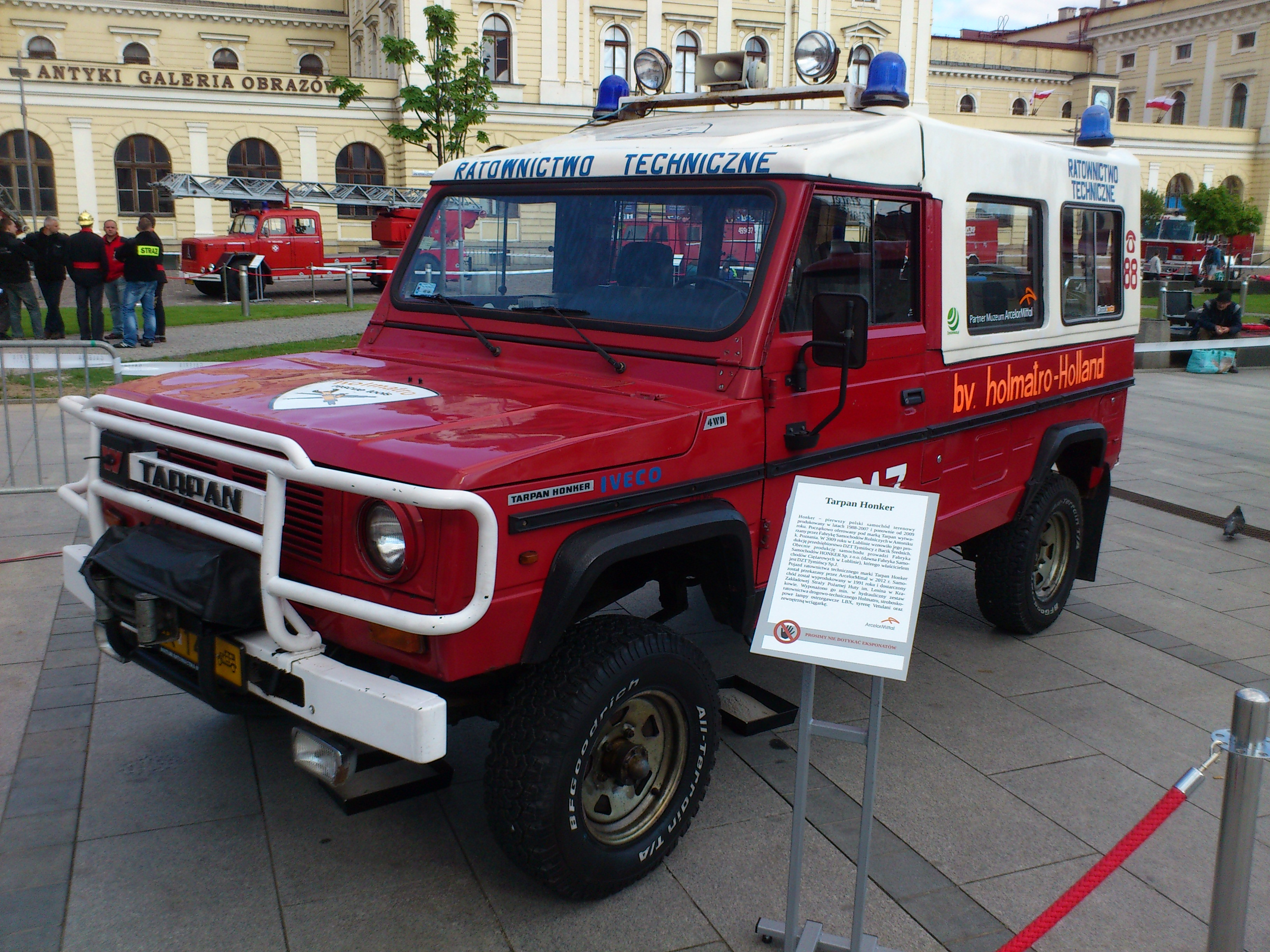
Jako samochód pożarniczy ratownictwa technicznego (SLRt)

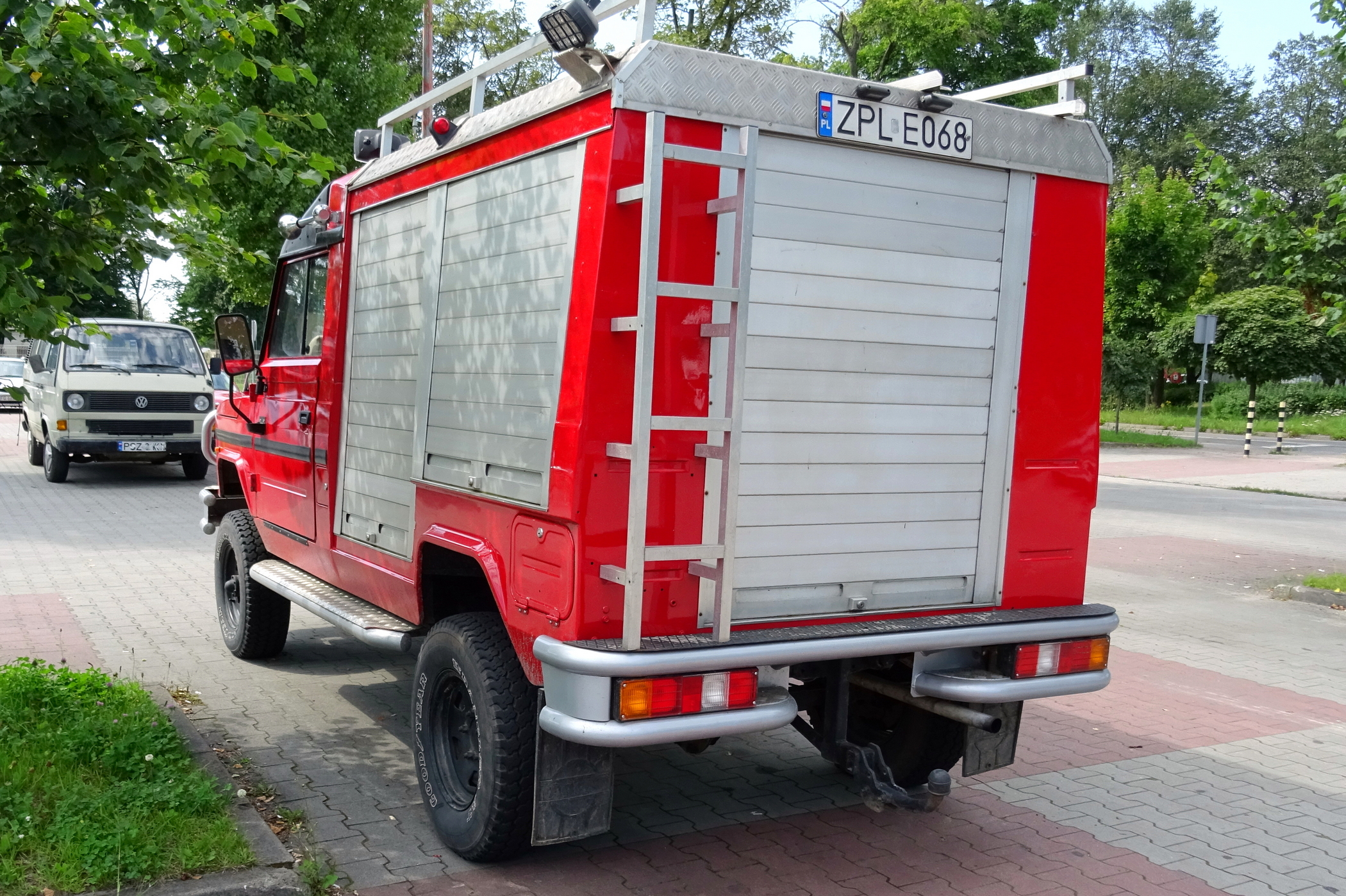
Jako samochód pożarniczy rozpoznawczo-ratowniczy (SLRr)

Pod koniec 2000 roku koncern Daewoo i jego polska filia ogłosiły upadłość. Produkcję Honkera przejmowały jednak kolejne spółki, mając nadzieję głównie na zamówienia wojska. W maju 2002 roku produkcję wznowiła na krótko we współpracy z syndykiem Daewoo nowo utworzona spółka Andoria-Mot. W 2003 roku Andoria-Mot przedstawiła podczas targów Poznań Motor Show 2003 dwie wersje tego auta z nadwoziem pickup i skrzyniowym. Następnie od 2004 roku samochód produkowany był przez Intrall Polska, która w kwietniu 2004 roku przedstawiła prawdziwie off-roadową wersję Honker Max o podwyższonej dzielności terenowej. W 2005 roku zmieniono markę na Intrall Honker. W 2006 roku zaprezentowano zmodernizowany prototyp 5-drzwiowej odmiany Honkera. Nowy pojazd oprócz zmodernizowanego nadwozia otrzymał całkowicie zmienione niezależne przednie zawieszenie, oparte na wahaczach, drążkach skrętnych i hydraulicznych amortyzatorach. Zawieszenie tylne pozostało bez zmian. Produkcji tej odmiany nie podjęto. W 2007 roku jednak firma Intrall również ogłosiła upadłość.
Produkowano także Honkery w wersjach hard-top, ze skrzynią ładunkową oraz jako pick-up. Wykorzystywano w nich silniki benzynowe pochodzące z samochodu FSO Polonez, silniki Diesla Iveco (2.5 dm³), a od 1997 roku turbodoładowane silniki Andoria 4CT90 (później 4CTi90). Samochód w wersji podstawowej miał 3-drzwiowe nadwozie, oparte na ramie ze sztywnymi mostami napędowymi na resorach piórowych. Standardowo posiadał 2 fotele w kabinie (kierowcy i pasażera), a w tylnej części dwie czteroosobowe ławki ustawione wzdłuż ścian, oparciem do ściany. Opcją były 2 lub 3 jednoosobowe siedzenia w drugim rzędzie i dwie dwuosobowe ławki pod ścianami lub 2 siedzenia w drugim i 2-3 w trzecim rzędzie.
Właścicielem praw do produkcji samochodów Honker do 2009 roku był syndyk Daewoo Motor Polska. W 2008 roku pojawiła się informacja o chęci przejęcia praw do produkcji Honkera przez ukraińską firmę DP Naftogazbud Polikor, jednak do finalizacji umowy między stroną ukraińską a syndykiem DMP nie doszło. Syndyk firmy Daewoo Motor Polska utworzył w 2008 roku Zakład Produkcji Samochodów (ZPS) w Lublinie, który posiadał zamówienia na 200 sztuk Honkerów dla wojska i chciał uruchomić ich produkcję. Ostatecznie syndyk w listopadzie 2008 roku po raz kolejny zdecydował o sprzedaży praw do produkcji tego modelu oraz elementów niezbędnych do produkcji auta i hal montażowych.

### DZT i Honker
W styczniu 2009 roku do przetargu zgłosiły się warszawska firma „Igma – pojazdy specjalne i opancerzone” oraz DZT Tymińscy Sp.j. Negocjacje trwały kilka miesięcy, w tym czasie z rozmów wycofała się Igma. Ostatecznie umowę syndyk podpisał ze spółką DZT Tymińscy, która zapłaciła za mienie po Daewoo 43 mln zł. Wraz z prawem do samochodu spółka zakupiła również m.in. montażownię, lakiernię, spawalnię, tłocznię i ośrodek badawczo-rozwojowy.
Po podpisaniu przedwstępnej umowy ruszyła produkcja – jednego pojazdu na zamówienie i sześciu kolejnych dla celów promocyjnych. Zakład przygotowywał również specjalistyczny samochód dla kopalni miedzi. W 2010 roku wojsko zakupiło 60 Honkerów 2000 2N – był to ostatni zakup Wojska Polskiego (stan na 2015 rok). Od 2011 roku producentem samochodu została DZT Fabryka Samochodów w Lublinie Sp. z o.o. (spółka-córka DZT Tymińscy). Ich sprzedażą zajmowała się natomiast  Fabryka Samochodów Honker Sp. z o.o. w Lublinie (należąca do wspólnika DZT Tymińscy). W 2016 roku ogłoszono upadłość DZT Fabryka Samochodów, lecz produkcja była kontynuowana, w tym 40 sztuk zamówionych przez wojsko pod zabudowę radiostacji.
W grudniu 2017 roku Inspektorat Uzbrojenia, podpisał z Wojskowymi Zakładami Łączności Nr 2 umowę na dostawę 39 radiostacji, zamontowanych na fabrycznie nowych samochodach Honker.
W latach 2014–15 opracowano na zamówienie Nigerii odmianę trzyosiową, z napędem 6×4 z tylną osią wleczoną. Wersja ta miała długość 650 cm, dopuszczalną masę całkowitą 4,6 tony i przewoziła 20 osób, a napęd stanowił silnik Andoria ADCR Euro 4 o mocy 150 KM.
W 2018 roku spółka Autobox Innovations ze Starachowic zaprezentowała propozycję modernizacji wyprodukowanych samochodów, pod nazwą Honker M-AX, z zastosowaniem nowego podwozia i silnika wysokoprężnego Iveco FPT 170 KM. 28 sierpnia 2019 roku Autobox Innovations nabyła od syndyka masy upadłości spółki DZT Fabryka Samochodów prawa do produkcji Honkera.

### Odbiorcy
Głównymi odbiorcami tego modelu były różne służby mundurowe, zwłaszcza Wojsko Polskie. Pierwsza seria informacyjna z 1988 roku trafiła do Milicji. Samochody Honker były używane w Wojsku Polskim od 1990 roku, lecz zakupy nie były masowe – pod koniec dekady było ich ok. 900, a dopiero w 2009 roku ich liczba w wojsku sięgnęła 2466. Były one również eksportowane do Iraku w wersji ambulans. Największym odbiorcą cywilnym była firma KGHM Polska Miedź, w której specjalnie przystosowane (m.in. obniżone) Honkery służą m.in. do przewożenia górników pod ziemią. W 2004 roku powstał prototyp Honker Skorpion – specjalnej wersji lekko opancerzonej i uzbrojonej z przeznaczeniem dla polskich oddziałów w Iraku. Wyprodukowano kilkadziesiąt sztuk modelu Skorpion-3 (jesienią 2007 roku Wojsko Polskie użytkowało 90 sztuk). Oprócz tego, produkowano wersje wojskowe ze specjalistycznym wyposażeniem i zabudowami (głównie dowodzenia lub łączności): ZWD-3, WD-2001, ZWD-99bat.
Przed 2015 rokiem 20 Honkerów produkcji DZT sprzedano dla sił zbrojnych Nigerii. W kwietniu 2015 roku, po dostarczeniu egzemplarzy testowych, sprzedano tam dalsze 10 pojazdów w wersji 6×4, wyposażonych w szybę kuloodporną i obrotnicę dla karabinu maszynowego.

### Produkcja
Produkcja modeli Honker była niewielka, sięgając najwyżej poziomu kilkuset sztuk. W FSR w Poznaniu w 1990 roku powstało 589, w 1992 – ok. 450, w 1994 – 314 szt., w 1995 – 288 sztuk. Po zaprzestaniu produkcji na początku 1996 roku, prawa do produkcji modeli Tarpan przejęła spółka Daewoo Motor Polska Sp. z o.o., która jesienią 1996 roku rozpoczęła ich montaż próbny w Lublinie. W obu tych fabrykach powstało wówczas około 20 sztuk. W 1997 roku powstało 155 szt., 1998 – 232 szt., 1999 – około 350 szt., 2000 – około 200 szt., 2001 – około 30-40 szt., 2002 – 140 szt., 2003 – 278 szt., 2004 – około 490 szt., 2005 – 177 szt., 2006 – 245 szt., 2007 – 35 sztuk. Od wiosny 2007 roku do 2009 roku produkcja była zawieszona.
W 2010 roku SZ RP zamówiły kolejne 60 samochodów.

## Dane techniczne
| Wersja               | Silnik                   | Producent            | Średnica × skok tłoka | St. sprężania        | Moc maksymalna                       | Maks. moment obrotowy        | 0–100 km/h           | V-max                |
| Silniki wysokoprężne | Silniki wysokoprężne     | Silniki wysokoprężne | Silniki wysokoprężne  | Silniki wysokoprężne | Silniki wysokoprężne                 | Silniki wysokoprężne         | Silniki wysokoprężne | Silniki wysokoprężne |
| -------------------- | ------------------------ | -------------------- | --------------------- | -------------------- | ------------------------------------ | ---------------------------- | -------------------- | -------------------- |
| 2,4 4CT90            | R4 2,4 l (2417 cm³), OHC | Andoria              | 90 × 95 mm            | 20,6:1               | 90 KM (66 kW) przy 4100 obr./min.    | 195 Nm przy 2500 obr./min.   | b.d.                 | b.d.                 |
| 2,4 4CTi90           | R4 2,4 l (2417 cm³), OHC | Andoria              | 90 × 95 mm            | 20,6:1               | 102 KM (75 kW) przy 4100 obr./min.   | 230 Nm przy 2500 obr./min.   | b.d.                 | b.d.                 |
| 2,5 D 8140.07        | R4 2,5 l (2499 cm³)      | Iveco SOFIM          | b.d.                  | b.d.                 | 75 KM (55 kW) przy 4200 obr./min.    | 162 Nm przy 2200 obr./min.   | b.d.                 | 105 km/h             |
| 2,5 TD 8140.27       | R4 2,5 l (2499 cm³)      | Iveco SOFIM          | b.d.                  | b.d.                 | 100 KM (73,5 kW) przy 3800 obr./min. | 235 Nm przy 2000 obr./min.   | b.d.                 | 115 km/h             |
| 2,6 Andoria ADCR     | R4 2,6 l (2636 cm³), OHC | Andoria              | 94 × 95 mm            | 17,5:1               | 115 KM (85 kW) przy 3700 obr./min.   | 250 Nm przy 2400 obr./min.   | b.d.                 | 130 km/h             |
| Silniki benzynowe    |                          |                      |                       |                      |                                      |                              |                      |                      |
| 1500 AA              | R4 1,5 l (1481 cm³), OHV | FSO                  | 77 × 79,5 mm          | 9,2:1                | 75 KM (55,2 kW) przy 5200 obr./min.  | 114,7 Nm przy 3200 obr./min. | b.d.                 | b.d.                 |
| 1500 AB              | R4 1,5 l (1481 cm³), OHV | FSO                  | 77 × 79,5 mm          | 9,2:1                | 82 KM (60,4 kW) przy 5200 obr./min.  | 113,8 Nm przy 3400 obr./min. | b.d.                 | b.d.                 |
| 1600 CB              | R4 1,6 l (1598 cm³), OHV | FSO                  | 80 × 79,5 mm          | 9,5:1                | 87 KM (64 kW) przy 5200 obr./min.    | 132 Nm przy 3800 obr./min.   | b.d.                 | b.d.                 |